# Everardo López Alcocer

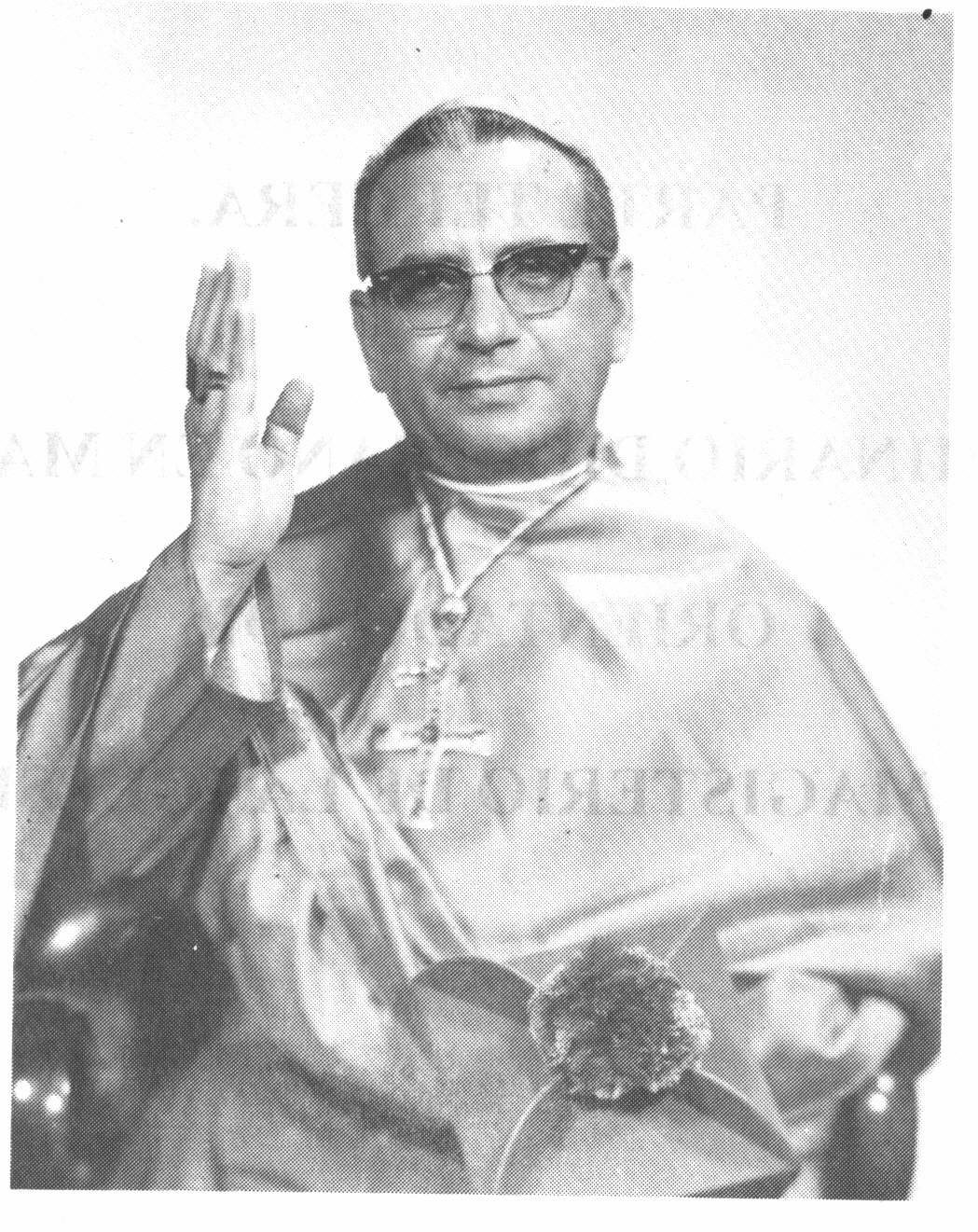
Bischof Everardo López Alcocer

Everardo López Alcocer (* 7. Februar 1916 in Tototlán, Jalisco; † 19. Dezember 1968) war ein mexikanischer Geistlicher und römisch-katholischer Bischof von Autlán.

## Leben
Everardo López Alcocer empfing am 4. April 1942 das Sakrament der Priesterweihe.
Am 25. Juli 1967 ernannte ihn Papst Paul VI. zum Bischof von Autlán. Der Erzbischof von Guadalajara, José Kardinal Garibi y Rivera, spendete ihm am 29. September desselben Jahres die Bischofsweihe; Mitkonsekratoren waren der Bischof von Zamora, José Salazar López, und der Koadjutorerzbischof von Guadalajara, Francisco Javier Nuño y Guerrero.